# دايفيد هال
دايفيد هال (بالإنجليزية: David Hull)‏ هو فيلسوف أمريكي، ولد في 15 يونيو 1935 في Burnside, Illinois ‏ في الولايات المتحدة، وتوفي في 11 أغسطس 2010 في شيكاغو في الولايات المتحدة بسبب سرطان البنكرياس.